# Rezolucja Rady Bezpieczeństwa ONZ nr 2201
Rezolucja Rady Bezpieczeństwa ONZ nr 2201 została przyjęta jednogłośnie 15 lutego 2015 r.
Rada potępiła działania Hutich, zażądała od nich wycofania się od instytucji państwowych oraz  uwolnienie prezydenta Abdurabbha Mansoura Hadiego.